# Mauris
Maurice Albert Sgaravizzi (Niça, 24 de gener de 1942 - ib. 21 de juliol de 2011), conegut artísticament com a Mauris, va ser un cantautor occità. Va participar en la Nova Cançó occitana, moviment musical de reivindicació política i cultural dels anys 1970.

## Biografia
Fill d'immigrants italians, Maurice Sgaravizzi va créixer a la Magdalena, un barri popular de Niça. La seva mare era cistellera, les cistelles eren destinades al mercat de flors. El seu pare, obrer, va participar en les motllures del Palau de la Mediterrània de Niça els anys 1920. Arran d'un accident laboral, no va poder continuar amb aquesta professió i va aprendre rellotgeria, per després acabar dedicant-se a la joieria. Mauris va treballar amb el seu pare i va continuar en el negoci de la joieria fins al 2006, sempre al barri de la Magdalena.
Els meus pares, els meus oncles i tietes parlaven niçard entre ells. Tanmateix, des del pati de l'escola fins al catecisme estava prohibit. Com a resultat, no ens van transmetre la llengua: el niçard estava mal vist. Era el llenguatge del carrer, no la de l'èxit. Recordo que el meu pare deia a la meva mare "li cau parlar frances!"
Als 14 anys va descobrir la guitarra i va començar a entrar al món de la música.
En tornar de la guerra d'Algèria, al Festival Off d'Avinyó va descobrir Claudi Martí. L'any 1971 va musicar els textos occitans d'un poeta de Niça, Joan Luc Sauvaigo, nascut l'any 1950. Va participar, amb Alan Pelhon, en la creació del Centre Cultural Occità País Nissar, que va obrir les portes l'1 de juliol de 1971. Pelhon i Sauvaigo escrivien els textos, i Mauris els cantava.
El 1974 va aparèixer el seu primer disc Viure Drech amb François Vola a la guitarra i arranjaments. Van seguir dos àlbums més fins a finals dels anys 80. Va ser un tal Richard Cairaschi qui va crear els gràfics de les primeres portades dels seus discs.
Va morir el 21 de juliol de 2011. El seu funeral va tenir lloc el 27 de juliol al poble de Coarasa. Les seves cendres van ser escampades al costat d'on descansa Alan Pelhon.
Temps després de la seva mort, el novembre de 2012, la companyia Gorgomar va produir un CD de 20 cançons pensades per a la mainada i escrites per Mauris. El disc es diu Issa Nissa Siam pas de Panissa. En la producció d'aquest CD, trobem els noms de Joan Luc Sauvaigo, Richard Cairaschi i Aurélie Peglion (filla d'Alan Pelhon).

## Discografia
- 1974 - Viure Drech (Ventadorn)
- 1976 - Chao Viva (Ventadorn)
- 1981 - Nissa Rebela (Ventadorn)
- 2011 - Camin de Vida
- 2012 - Issa Nissa Siam pas de Panissa (a títol pòstum)